# Sestav petih kock
Sestav petih kock je simetrična ureditev petih kock. Ta sestav je bil najprej opisan pri Edmondu Hessu v letu 1876. To je eden izmed petih pravilnih pravilnih sestavov.
Je ena od stelacij rombskega triakontaedra. Ima ikozaedersko simetrijo (Ih).
Njegova konveksna ogrinjača je pravilni dodekaeder. Razen tega ima enako razvrstitev robov kot mali ditrigonalni ikozidodekaeder, veliki ditrigonalni ikozidodekaeder in ditrigonalni dodekadodekaeder.
| mali ditrigonalni ikozidodekaeder | veliki ditrigonalni ikozidodekaeder | ditrigonalni dodekaeder |
| dodekaeder (konveksna ogrinjača)  | sestav petih kock                   |                         |

Sestav desetih tetraedrov se lahko naredi tako, da vzamemo vsako od teh petih kock in jih zamenjamo z dvema tetraedroma zvezdnim oktaedrom (Stella octangula), ki ima isto razporeditev oglišč kot kocka.

## Stelacija
Sestav se lako naredi tudi kot stelacija rombskega triakontaedra. 

## Facetiranje
Na spodnji sliki je prikazano facetiranje dodekaedra.